# Olga Rypakova
Olga Rypakova, née Alekseeva, le 30 novembre 1984 à Öskemen, est une athlète kazakhe spécialiste du triple saut.
Championne olympique de la discipline en 2012 à Londres, après avoir remporté l'argent à Pékin en 2008, elle décroche le bronze à Rio en 2016 et devient la seule athlète féminine de l'histoire à remporter 3 médailles olympiques dans cette épreuve.
Elle concourt pour le club Altay Athletics, club professionnel international kazakh.

## Carrière
Née sous le nom d'Olga Alekseeva, elle débute l'athlétisme à l'âge de 8 ans. En 2000, à 15 ans, elle saute 6,23 m, ce qui lui permet de disputer sa première compétition internationale la même année, aux championnats du monde juniors 2000 de Santiago du Chili, terminant onzième du concours de qualification du saut en longueur (5,63 m). Spécialisée par ailleurs dans les épreuves combinées, elle prend la quatrième place de l'heptathlon lors des Championnats du monde jeunesse de 2001, puis s'adjuge la médaille d'argent des Championnats du monde juniors 2002 derrière la Suédoise Carolina Klüft. Elle remporte cette même année son premier titre national à l'heptathlon.
En 2004, à 19 ans, elle établit un record d'Asie en salle du pentathlon avec 4 344 points. Alors enceinte de son premier enfant lors de la compétition, elle manque la saison estivale et les Jeux olympiques d'Athènes.

### Des épreuves combinées au triple saut
Olga Alekseeva s'adjuge le titre du pentathlon des Jeux asiatiques en salle en 2005 puis celui des Championnats d'Asie en salle 2006. Elle participe aux Championnats du monde en salle de Moscou, en mars 2006, où elle prend la septième place finale du pentathlon avec 4 368 points. Sélectionnée dans l'équipe d'Asie lors de la Coupe du monde des nations d'Athènes, elle ne termine que huitième du concours du saut en longueur avec 6,21 m. Auteur de 6,63 m à Daegu (nouveau record personnel), elle remporte quelques jours plus tard deux médailles lors des Jeux asiatiques de Doha : l'or à l'heptathlon et le bronze au saut en longueur.
En 2007, Olga Rypakova arrive par pur hasard au triple saut, aidant son club sur cette épreuve aux championnats nationaux par équipes : en deux semaines d'entrainement pour la discipline, elle saute 14,05 m. Elle est finalement sélectionnée sur la longueur et le triple saut aux championnats d'Asie se déroulant à Amman, en Jordanie. Elle y remporte deux médailles d'or, en étant vainqueur du concours de la longueur avec 6,66 m devant l'Indienne Anju Bobby George. Puis, elle enlève également l'épreuve du triple saut en établissant un nouveau record national avec 14,69 m, pour seulement sa deuxième compétition de sa vie sur l'épreuve. Titrée à la longueur lors des Universiades d'été de Bangkok (6,85 m, nouveau record personnel), elle participe fin août aux Championnats du monde d'Osaka sur le triple saut et termine onzième de la finale avec 14,32 m, reclassée finalement 9e à la suite des disqualifications pour dopage de deux concurrentes.

### Vice-championne du monde en salle et olympique (2008)
En début d'année suivante, Rypakova remporte la médaille de bronze des championnats du monde en salle de Valence avec la marque de 14,58 m (nouveau record d'Asie), médaille obtenue sur tapis vert à la suite de la disqualification pour dopage d'une adversaire. La cérémonie de remise des médailles est effectuée 10 ans plus tard, lors des championnats du monde en salle, bien qu'elle n'y soit pas présente physiquement. Elle s'adjuge par ailleurs son second titre consécutif aux Championnats d'Asie en salle.
Lors des Jeux olympiques de Pékin, la Kazakhe se classe quatrième de la finale du triple saut après avoir établi un nouveau record d'Asie avec 15,11 m mais récupère la médaille de bronze le 27 septembre 2016 à la suite de la disqualification pour dopage d'Chrysopiyí Devetzí. Le 25 janvier 2017, il est annoncé que la Russe Tatyana Lebedeva est disqualifiée à son tour, permettant à la Kazakhe de récupérer la médaille d'argent. Le 30 novembre 2019, elle reçoit sa médaille d'argent lors d'une cérémonie au Kazakhstan. Egalement engagée au saut en longueur, elle quitte la compétition dès les qualifications.
Double médaillée d'or aux Jeux asiatiques en salle, début 2009, elle se classe onzième des Championnats du monde de Berlin, à la suite d'une inflammation du rein, puis remporte le titre continental du triple saut lors des Championnats d'Asie disputés en novembre à Canton, en Chine.

### Championne du monde en salle et 15,25 m (2010)

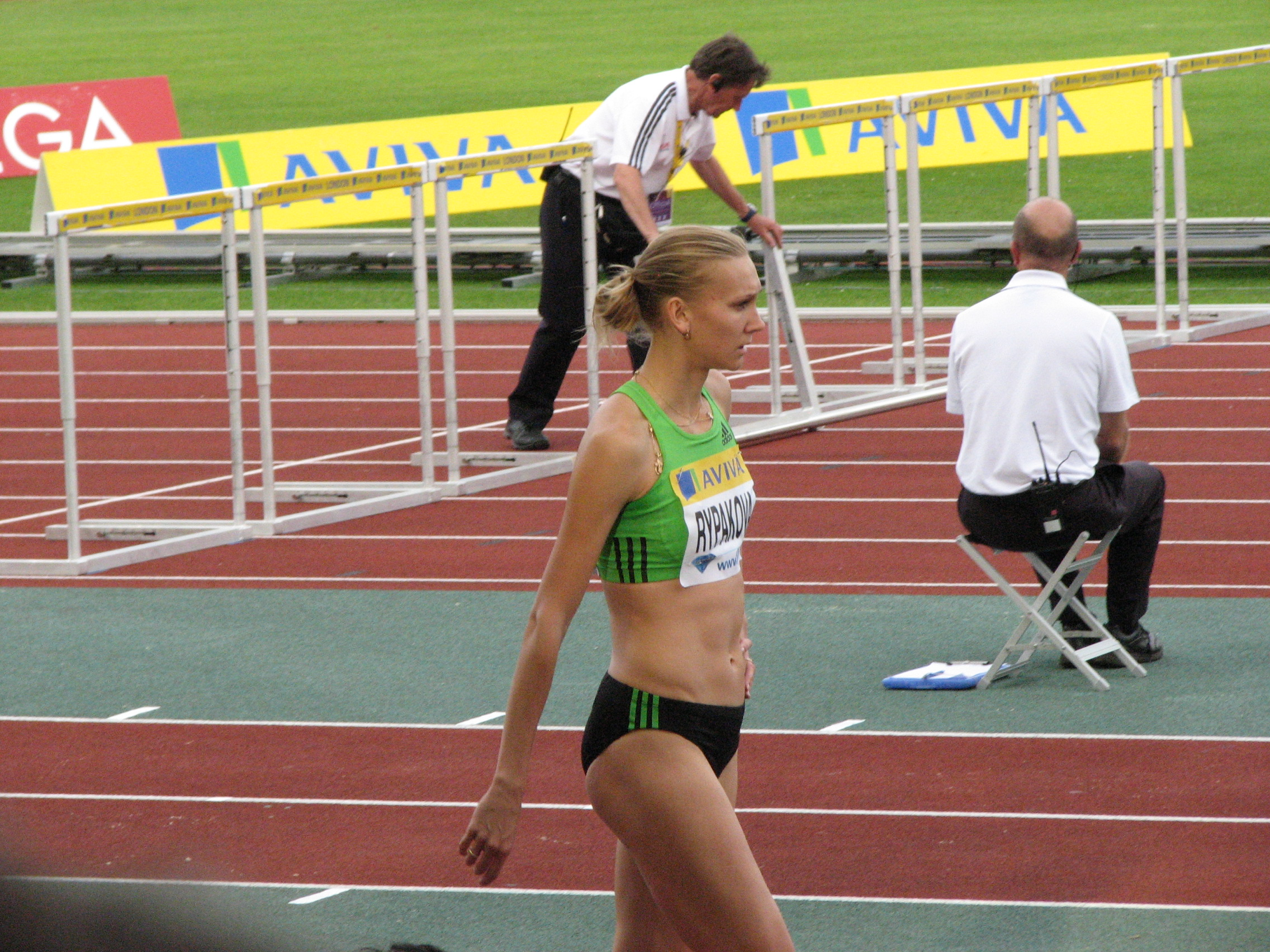
Olga Rypakova en 2011 lors du meeting de Londres

Le 13 mars 2010, Olga Rypakova remporte la médaille d'or des Championnats du monde en salle de Doha en établissant avec 15,14 m la meilleure performance de sa carrière. Elle devance de vingt-huit centimètres la Cubaine Yargelis Savigne et de cinquante centimètres la Russe Anna Pyatykh. Vainqueure de deux meetings de la Ligue de diamant 2010, à Shanghai et lors de la finale à Bruxelles, Rypakova obtient le même nombre de points au classement général que Yargelis Savigne, mais la Cubaine s'adjuge finalement le titre au nombre de victoires remportées (4).
Sélectionnée dans l'équipe d'Asie-Pacifique lors de la première Coupe continentale d'athlétisme, à Split, la Kazakhe établit la meilleure performance mondiale de l'année avec 15,25 m, améliorant de seize centimètre la marque de Savigne réalisée fin juillet à Monaco. Cette performance la situe au septième rang des meilleurs « performeurs » de tous les temps au triple saut.
Au meeting de Londres, en août 2011, elle se blesse à la jambe et doit arrêter ses entraînements. Néanmoins, elle parvient à revenir à temps pour les championnats du monde de Daegu, fin août, et y remporte la médaille d'argent avec la marque de 14,89 m à son cinquième essai, échouant à cinq centimètres seulement de l'Ukrainienne Olha Saladukha. Son saut, se situant à quinze centimètres de la planche, lui aurait fait remporter le titre mondial avec une performance autour de 15,04 m. Elle se classe par ailleurs deuxième de la Ligue de diamant 2011.

### Championne olympique (2012)
Blessée au dos durant la saison hivernale, elle remporte, le 10 mars 2012, la médaille d'argent des championnats du monde en salle d'Istanbul. Avec 14,63 m, elle ne peut réitérer son titre de Doha en 2010, battue par la Britannique Yamilé Aldama, 40 ans, de dix-neuf centimètres. Elle ouvre sa saison estivale avec une victoire lors du Qatar Athletic Super Grand Prix de Doha avec 14,33 m. Elle termine à la fin de la saison première du classement général de la Ligue de diamant avec 24 points, notamment grâce à ses victoires à Doha, New York, Lausanne et Bruxelles.
Le 5 août 2012, en grande favorite, Olga Rypakova décroche la médaille d'or des Jeux olympiques de Londres. Avec un saut à 14,98 m, elle devance sur le podium la Colombienne Caterine Ibargüen (14,80 m) et l'Ukrainienne Olha Saladukha, la championne du monde en titre. Première kazakhe titrée sur cette épreuve, elle remporte également la première médaille d'or en athlétisme pour le Kazakhstan depuis 16 ans et la victoire d'Olga Shishigina sur 100 m haies à Sydney en 2000.

### Retour (2014) et médaille de bronze aux mondiaux de Pékin (2015)
Elle reprend l'entrainement en octobre mais doit arrêter un mois et demi après pour cause de maternité. Rypakova annonce donc en mai 2013 faire une saison blanche et par conséquent ne participer à aucune compétition. Elle reprend directement l'entrainement et fait son retour sur les pistes le 24 août 2014 à Birmingham en prenant la seconde place du meeting avec 14,37 m. Elle participe en fin d'année aux Jeux asiatiques à Incheon et conserve son titre acquis en 2010 grâce à un triple-bond à 14,32 m. 

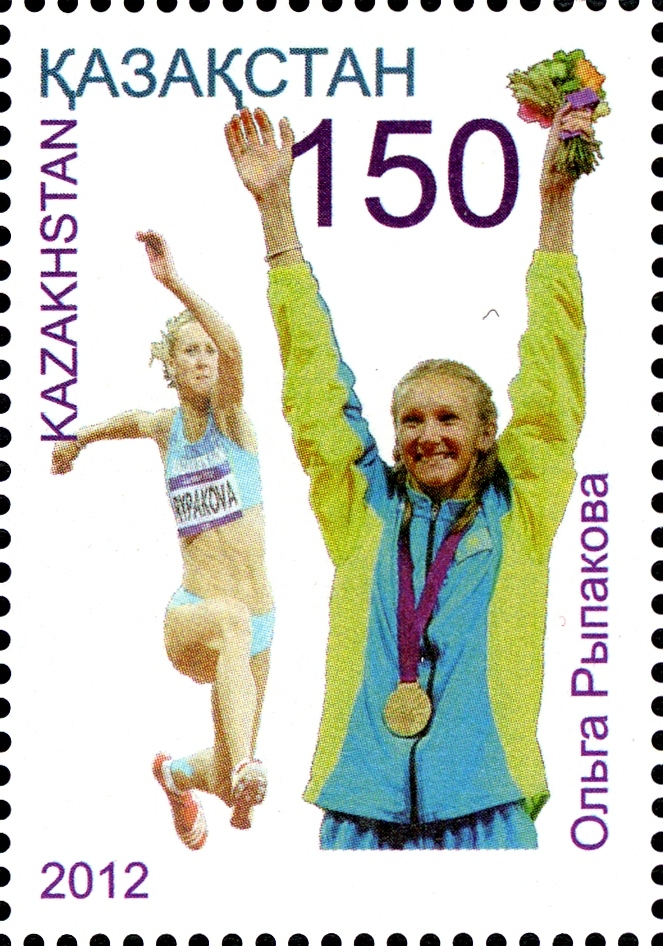
Olga Rypakova sur les timbres kazakhes en 2013

Loin de son niveau de forme de 2012, elle arrive avec la 6e performance mondiale de l'année aux Championnats du monde de Pékin (14,48 m). Passant facilement le cap des qualifications avec 14,33 m, Rypakova se classe troisième le 24 août 2015 de la finale et remporte la médaille de bronze avec un saut à 14,77 m (SB), réalisé à son sixième et dernier essai .
Elle est devancée par la Colombienne Caterine Ibargüen (14,90 m) et par l'Israélienne Hanna Knyazyeva-Minenko (14,78 m). En fin d'année, elle termine cinquième du Mémorial Van Damme de Bruxelles avec 14,26 m, mais termine deuxième du classement général de la Ligue de diamant derrière Caterine Ibargüen.

### 3emédaille olympique à Rio (2016)
Dès sa 1re sortie de la saison, lors du Doha Diamond League, la Kazakhe réalise les minima pour les Jeux olympiques de Rio avec un saut à 14,61 m, ne prenant néanmoins que la 3e place du concours (Caterine Ibargüen 15,04 m et Yulimar Rojas 14,92 m). Le 2 juin, Rypakova se classe 2e du Golden Gala de Rome (14,51 m) derrière Caterine Ibargüen (14,78 m). Trois jours plus tard, la Kazhake prend sa revanche et s'impose au Birmingham Grand Prix avec 14,61 m (=SB), effaçant par la même occasion la série de 34 victoires consécutives de la Colombienne.
Le 14 août, Olga Rypakova s'aligne en finale des Jeux olympiques de Rio dans le but de conserver son titre acquis en 2012. Dès le 1er essai, la Kazakhe réalise 14,73 m et prend la tête du concours. Mais dans la suite du concours, Caterine Ibargüen et Yulimar Rojas la devancent avec respectivement 15,17 m et 14,98 m. Rypakova améliore sa marque à 14,74 m mais ne réalise pas mieux. Elle ne conserve pas son titre olympique mais glane une 2de médaille consécutive, le bronze. Déçue, et déterminée à faire mieux aux Jeux olympiques de 2020, elle est tout de même félicitée par le président Noursoultan Nazarbaïev, qui la qualifie de « mère-héroïne ».
Le 9 septembre, elle se classe 2e du Mémorial Van Damme avec 14,41 m derrière Caterine Ibargüen (14,66 m) et prend par conséquent la 2de place du classement général de la Ligue de diamant.

### Nouvelle médaille aux mondiaux de Londres (2017)
Le 14 mai 2017, lors de la Coupe nationale Kazakhe, Olga Rypakova établit la meilleure performance mondiale de l'année provisoire avec 14,45 m. Cette MPMA sera battue trois jours plus tard par Yulimar Rojas avec 14,67 m. À Rabat, mi-juillet, elle réalise 14,20 m puis 14,12 m à Monaco.
Le 5 août, en qualifications des championnats du monde de Londres, Olga Rypakova réussit le meilleur saut des qualifiées avec 14,57 m. Le lendemain, et comme aux mondiaux de Pékin en 2015 et l'année précédente aux Jeux de Rio, la Kazakhe décroche une médaille de bronze avec un saut à 14,77 m, derrière Yulimar Rojas (14,91 m) et Caterine Ibarguen (14,89 m). Il s'agit pour Rypakova de sa 3e médaille planétaire en plein air, avec l'argent à Daegu en 2011.
Le 24 août, lors du Weltklasse Zürich, étape finale de la Ligue de diamant et dans une nouvelle formule où le vainqueur de la finale remporte le trophée, Olga Rypakova décroche le titre en s'imposant avec 14,55 m devant la championne du monde Yulimar Rojas (14,52 m) et la quadruple vainqueur en titre Caterine Ibargüen (14,48 m). Il s'agit du second trophée pour la kazakhe, après 2012.
En fin de saison, elle réalisé le doublé longueur / triple saut lors des Jeux asiatiques en salle où elle réalise 6,43 m et 14,32 m. C'est son second doublé à ce championnat, après la dernière édition en 2009.

### Troisième titre asiatique consécutif (2018)
Faisant l'impasse sur la saison hivernale afin de se concentrer sur son objectif de l'année, les Jeux asiatiques de 2018, Olga Rypakova part en février en stage en Thaïlande puis en Turquie au mois de mai. Pour sa rentrée estivale, lors des Bislett Games d'Oslo le 7 juin, la Kazakhe ne termine qu'à la 6e place de la compétition avec une modeste performance de 14,12 m, trop venté par ailleurs (+ 2,1 m/s). Le 30 juin, elle termine à la 8e place du Meeting de Paris avec 14,25 m.
Le 30 août, lors des Jeux asiatiques de Jakarta, Olga Rypakova rentre dans l'histoire en décrochant son troisième titre consécutif au triple saut : déjà assurée de la médaille d'or grâce à son 1er essai à 14,00 m, elle améliore à son dernier saut sa meilleure marque de la saison avec 14,26 m. Elle remporte ainsi sa 6e médaille de sa carrière aux Jeux asiatiques et devance sur le podium la Thaïlandaise Parinya Chuaimaroeng (13,93 m) et la Vietnamienne Vu Thi Men (13,93 m également).

### Porte-drapeau aux Jeux olympiques de Tokyo (2021)
D'abord engagée pour les championnats d'Asie 2019 à Doha, elle déclare forfait quelques jours plus tard à cause d'une blessure. Elle reprend la compétition le 30 juin, et réalise les minimas pour les Jeux olympiques de 2020 avec 14,37 m.
Sa blessure l'empêche malgré tout de s'exprimer complètement tout au long de la saison: aux championnats du monde 2019, toujours dans la capitale qatarie, Olga Rypakova échoue pour trois centimètres à se qualifier pour la finale du triple saut, terminant 13e avec 14,09 m. Médaillée sur tous les grands championnats depuis 2015, elle échoue pour la première fois depuis ses débuts sur la discipline en 2007 à se qualifier pour une finale internationale.
Trois semaines plus tard, elle décroche la médaille d'or des Jeux mondiaux militaires à Wuhan avec une marque de 14,19 m.
En 2021, Olga Rypakova est désignée aux côtés du boxeur Kamshybek Kunkabayev pour être porte-drapeau du Kazakhstan lors de la Cérémonie d'ouverture des Jeux olympiques d'été de 2020 à Tokyo. Lors de ces Jeux, les quatrième de sa carrière, et loin de son niveau, elle est éliminée en qualifications, terminant à la 24e place avec 13,69 m.

### Retraite (2023)
Éloignée des pistes en 2022, Olga Rypakova annonce en conclusion des Championnats d'Asie en salle à Astana le 12 février 2023 mettre un terme à sa carrière d'athlète.

## Vie personnelle
Olga Rypakova est diplômée de l'Académie Kazakhe du Sport et du Tourisme, en tant que coach d'athlétisme. Mariée à Denis Rypakov depuis 2003, son entraîneur et ancien détenteur du record national en salle du 400 m, ils ont deux enfants : une fille, Anastasiya (née le 21 septembre 2004) sauteuse en longueur ayant participé aux championnats du monde et championnats d'Asie, et un garçon, Kirill, né le 10 juin 2013. Ils vivent à Almaty, là où ils se sont rencontrés.
Son père est un ancien décathlonien.
Elle parle anglais et russe.

## Célébrité, reconnaissance et récompenses
Très célèbre dans son pays, Rypakova fait partie de la Fédération nationale du Kazakhstan d'athlétisme. Dans sa ville natale d'Oust-Kamenogorsk, un complexe sportif a été construit en son honneur, l'« Arena Olga Rypakova ».
Des timbres à son effigie sont mis en circulation au Kazakhstan en 2013 grâce à sa victoire aux Jeux olympiques.
En 2017, elle figure au 7e rang des plus grandes stars du business et du sport au Kazakhstan, selon le magazine Forbes Kazakhstan.

## Palmarès
| Date | Compétition                    | Lieu                | Résultat | Épreuve     | Performance |
| ---- | ------------------------------ | ------------------- | -------- | ----------- | ----------- |
| 2002 | Championnats du monde juniors  | Kingston            | 2e       | Heptathlon  | 5 727 pts   |
| 2003 | Multistars                     | Desenzano del Garda | 5e       | Heptathlon  | 5 699 pts   |
| 2003 | Universiade                    | Daegu               | 8e       | Heptathlon  | 5 690 pts   |
| 2003 | Jeux de l'Asie centrale        | Douchambé           | 1re      | Heptathlon  | 5 505 pts   |
| 2005 | Championnats d'Asie            | Incheon             | 4e       | Longueur    | 6,50 m      |
| 2005 | Jeux asiatiques en salle       | Bangkok             | 1re      | Pentathlon  | 3 954 pts   |
| 2006 | Championnats d'Asie en salle   | Pattaya             | 1re      | Pentathlon  | 4 582 pts   |
| 2006 | Championnats du monde en salle | Moscou              | 7e       | Pentathlon  | 4 368 pts   |
| 2006 | Coupe du monde des nations     | Athènes             | 8e       | Longueur    | 6,21 m      |
| 2006 | Jeux asiatiques                | Doha                | 3e       | Longueur    | 6,49 m      |
| 2006 | Jeux asiatiques                | Doha                | 1re      | Heptathlon  | 5 955 pts   |
| 2007 | Championnats d'Asie            | Amman               | 1re      | Longueur    | 6,66 m      |
| 2007 | Championnats d'Asie            | Amman               | 1re      | Triple saut | 14,69 m     |
| 2007 | Universiade                    | Bangkok             | 1re      | Longueur    | 6,85 m      |
| 2007 | Championnats du monde          | Osaka               | 9e       | Triple saut | 14,32 m     |
| 2008 | Championnats d'Asie en salle   | Doha                | 1re      | Triple saut | 14,23 m     |
| 2008 | Championnats du monde en salle | Valence             | 3e       | Triple saut | 14,58 m     |
| 2008 | Jeux olympiques                | Pékin               | 2e       | Triple saut | 15,11 m     |
| 2009 | Championnats d'Asie            | Canton              | 1re      | Triple saut | 14,53 m     |
| 2009 | Championnats du monde          | Berlin              | 8e       | Triple saut | 13,91 m     |
| 2009 | Jeux asiatiques en salle       | Hanoï               | 1re      | Longueur    | 6,58 m      |
| 2009 | Jeux asiatiques en salle       | Hanoï               | 1re      | Triple saut | 14,40 m     |
| 2010 | Championnats du monde en salle | Doha                | 1re      | Triple saut | 15,14 m     |
| 2010 | Coupe continentale             | Split               | 3e       | Longueur    | 6,60 m      |
| 2010 | Coupe continentale             | Split               | 1re      | Triple saut | 15,25 m     |
| 2010 | Jeux asiatiques                | Canton              | 1re      | Triple saut | 14,78 m     |
| 2010 | Jeux asiatiques                | Canton              | 2e       | Longueur    | 6,50 m      |
| 2010 | Ligue de diamant               | Ligue de diamant    | 2e       | Triple saut | détails     |
| 2011 | Championnats du monde          | Daegu               | 2e       | Triple saut | 14,89 m     |
| 2011 | Ligue de diamant               | Ligue de diamant    | 2e       | Triple saut | détails     |
| 2012 | Championnats du monde en salle | Istanbul            | 2e       | Triple saut | 14,63 m     |
| 2012 | Jeux olympiques                | Londres             | 1re      | Triple saut | 14,98 m     |
| 2012 | Ligue de diamant               | Ligue de diamant    | 1re      | Triple saut | détails     |
| 2014 | Jeux asiatiques                | Incheon             | 1re      | Triple saut | 14,32 m     |
| 2015 | Championnats du monde          | Pékin               | 3e       | Triple saut | 14,77 m     |
| 2015 | Ligue de diamant               | Ligue de diamant    | 2e       | Triple saut | détails     |
| 2016 | Championnats d'Asie en salle   | Doha                | 3e       | Longueur    | 6,22 m      |
| 2016 | Championnats d'Asie en salle   | Doha                | 1re      | Triple saut | 14,32 m     |
| 2016 | Jeux olympiques                | Rio de Janeiro      | 3e       | Triple saut | 14,74 m     |
| 2016 | Ligue de diamant               | Ligue de diamant    | 2e       | Triple saut | détails     |
| 2017 | Championnats du monde          | Londres             | 3e       | Triple saut | 14,77 m     |
| 2017 | Ligue de diamant               | Ligue de diamant    | 1re      | Triple saut | 14,55 m     |
| 2017 | Jeux asiatiques en salle       | Ashgabat            | 1re      | Longueur    | 6,43 m      |
| 2017 | Jeux asiatiques en salle       | Ashgabat            | 1re      | Triple saut | 14,32 m     |
| 2018 | Jeux asiatiques                | Jakarta             | 1re      | Triple saut | 14,26 m     |
| 2018 | Coupe continentale             | Ostrava             | 3e       | Triple saut | 14,26 m     |
| 2019 | Jeux mondiaux militaires       | Wuhan               | 1re      | Triple saut | 14,19 m     |

### National
Plein air :
- Triple saut : 1re en 2007, 2011 et 2015
- Saut en longueur : 1re en 2005, 2007, 2011 et 2015, 2e en 2003
- Heptathlon : 1re en 2006

En salle :
- Triple saut : 1re en 2010, 2012 et 2015
- Saut en longueur : 1re en 2004, 2006, 2010, 2015 et 2017
- Saut en hauteur : 2e en 2006
- Pentathlon : 1re en 2004

## Records
Olga Rypakova détient le record d'Asie du triple saut avec la marque de 15,25 m, performance établie le 4 septembre 2010 à Split lors de la Coupe continentale. Elle possède également le record continental du triple saut en salle avec 15,14 m (Doha, 2010). Son record personnel au saut en longueur est de 6,85 m, établi en 2007 lors des Universiades d'été de Bangkok. À l'heptathlon, la Kazakhe possède un record personnel à 6 113 points (2006).
| Épreuve            | Épreuve    | Marque         | Lieu    | Date             |
| ------------------ | ---------- | -------------- | ------- | ---------------- |
| Saut en hauteur    | Plein air  | 1,92 m         | Doha    | 8 décembre 2006  |
| Saut en hauteur    | Salle      | 1,88 m         | Pattaya | 10 février 2006  |
| Saut en longueur   | Plein air  | 6,85 m         | Bangkok | 10 août 2007     |
| Saut en longueur   | Salle      | 6,58 m         | Hanoï   | 2 novembre 2009  |
| Triple saut        | Plein air  | 15,25 m (AR)   | Split   | 4 septembre 2010 |
| Triple saut        | Salle      | 15,14 m (AR)   | Doha    | 13 mars 2010     |
| Épreuves combinées | Heptathlon | 6 113 pts      | Almaty  | 28 juin 2006     |
| Épreuves combinées | Pentathlon | 4 582 pts (AR) | Pattaya | 10 février 2006  |